# Boncourt (Eure-et-Loir)
Boncourt é uma comuna francesa na região administrativa do Centro, no departamento Eure-et-Loir. Estende-se por uma área de 3,75 km². Em 2010 a comuna tinha 272 habitantes (densidade: 72,5 hab./km²).